# Adolf Leander

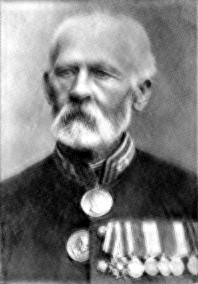
Adolf Leander.

Adolf Fredrik Leander, född 7 december 1833 i Heinola, död 13 juli 1899 i Helsingfors, var en finländsk militärkapellmästare. Han var far till Adée Flodin. 
Leander spelade violin och valthorn i teaterorkestern i Helsingfors på 1860-talet. Han ledde Finska gardets musikkår i Helsingfors 1874–1881 och Nylands bataljons musikkår 1881–1888, och införde därvid en ren bleckblåsarsammansättning. Som lärare i bleckblåsinstrument vid Helsingfors musikinstitut 1885–1899 fick han stor betydelse för militär- och amatörorkestrarnas utveckling kring sekelskiftet 1900. Han komponerade och arrangerade omkring 600 verk för blåsinstrument.

## Utmärkelser
- Sankt Stanislausorden, tredje klass,  1897[1]
- Alexander III:s minnesmedalj[1]
- Nikolaj I:s minnesmedalj[1]
- Medalj till minne av Krimkriget[1]
- Medalj "Till minne av kejsaren Nicholas IIs kröning"[1]

[Redigera Wikidata]